# スクールクラフト郡 (ミシガン州)
スクールクラフト郡（英: Schoolcraft County）は、アメリカ合衆国ミシガン州アッパー半島の中央部に位置する郡である。2010年国勢調査での人口は8,485人であり、2000年の8,903人から4.7%減少した。郡庁所在地はマニスティーク市（人口3,097人）であり、同郡で人口最大の都市でもある。ミシガン湖の北岸に位置している。郡名はルイス・カスの探検隊でこの地域を探検したヘンリー・スクールクラフトに因んで名付けられた。郡域の大半が田園部と森林であり、その多くはハイアワサ国立の森に入っている。

## 地理
アメリカ合衆国国勢調査局に拠れば、郡域全面積は1,883.69平方マイル (4,878.7 km2)であり、このうち陸地1,178.11平方マイル (3,051.3 km2)、水域は705.58平方マイル (1,827.4 km2)で水域率は37.46%である。

### 主要高規格道路
- アメリカ国道2号線
- ミシガン州道28号線
- ミシガン州道77号線
- ミシガン州道94号線
- ミシガン州道149号線
- スクールクラフト郡道13号線/林道13号線
- スクールクラフト郡道42号線
- スクールクラフト郡道44号線

### 隣接する郡
- ルース郡 - 北東
- マキナック郡 - 南東
- デルタ郡 - 南西
- アルジャー郡 - 北西

### 国立保護地域

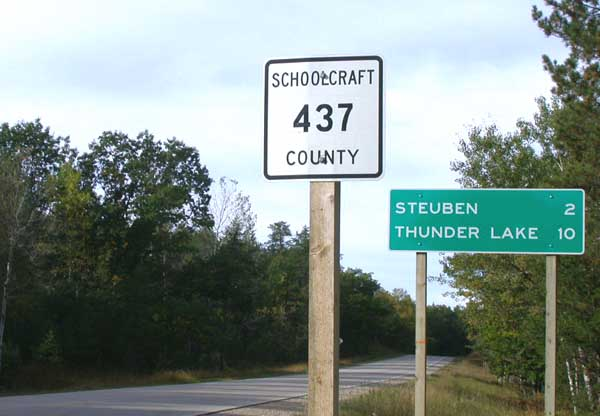
スクールクラフト郡田園部の道路

- ハイアワサ国立の森（部分）
- シーニー国立野生生物保護区

## 人口動態
以下は2000年国勢調査による人口統計データである。
| 基礎データ - 人口: 8,903人 - 世帯数: 3,606 世帯 - 家族数: 2,498 家族 - 人口密度: 3人/km2（8人/mi2） - 住居数: 5,700軒 - 住居密度: 2軒/km2（5軒/mi2） 人種別人口構成 - 白人: 88.67% - アフリカン・アメリカン: 1.63% - ネイティブ・アメリカン: 6.12% - アジア人: 0.42% - その他の人種: 0.37% - 混血: 2.80% - ヒスパニック・ラテン系: 0.93% 先祖による構成 - ドイツ系：18.6% - フランス系：11.0% - スウェーデン系：8.7% - イギリス系：8.1% - フランス系カナダ人：7.4% - アメリカ人：6.7% - アイルランド系：6.4% 言語による構成 - 英語：98.1% | 年齢別人口構成 - 18歳未満: 22.8% - 18-24歳: 6.8% - 25-44歳: 26.1% - 45-64歳: 25.8% - 65歳以上: 18.6% - 年齢の中央値: 41歳 - 性比（女性100人あたり男性の人口） - 総人口: 100.1 - 18歳以上: 99.2 世帯と家族（対世帯数） - 18歳未満の子供がいる: 28.1% - 結婚・同居している夫婦: 57.6% - 未婚・離婚・死別女性が世帯主: 8.1% - 非家族世帯: 30.7% - 単身世帯: 27.4% - 65歳以上の老人1人暮らし: 13.0% - 平均構成人数 - 世帯: 2.36人 - 家族: 2.84人 収入と家計 - 収入の中央値 - 世帯: 31,140米ドル - 家族: 36,810米ドル - 性別 - 男性: 32,725米ドル - 女性: 21,364米ドル - 人口1人あたり収入: 17,137米ドル - 貧困線以下 - 対人口: 12.2% - 対家族数: 9.1% - 18歳未満: 15.4% - 65歳以上: 7.6% |

## 郡政府
郡政府は郡監獄とスクールクラフト郡公共交通の運営、地方道の維持、地方裁判所の運営、権利譲渡と抵当権設定記録など重要記録の維持、公衆衛生規制の管理、福祉など社会サービスの項目で州の施策への参加を行う。郡政委員会は予算を管理するが、法や条例を作るのは限定付き権限である。ミシガン州では、警察と消防、建設と区画割、税評価、街路維持など地方政府の大半機能は個々の都市と郡区の責任である。

## 郡区
スクールクラフト郡は下記8つの郡区に分割されている。

| - ドイル - ジャームファスク - ハイアワサ | - インウッド - マニスティーク - ミューラー | - シーニー - トンプソン |

## 都市と町
- マニスティーク - 郡庁所在地

## 登録歴史史跡
郡内でアメリカ合衆国国家歴史登録財に指定されているのは以下の場所である。
- 10曲がり道路 – マニスティーク川橋 — ジャームファスク郡区にあり、1999年12月17日登録
- ジャームファスク東防波堤灯台 — マニスティークの湖岸から約1,800フィート (540 m) 突き出している防波堤の先端、2005年9月6日登録
- マニスティーク・ポンプ場 — マニスティーク市のディア通り、1981年10月26日登録
- スールショアポイント灯台 — マニスティーク市の郡道431号線沿い、1984年7月19日登録
- エクダール・ゴードロー遺跡 — 1978年11月16日登録